# Gaziantepspor
Ne doit pas être confondu avec Gaziantep FK.
Maillots
Gaziantepspor Kulübü (aussi appelé Antepspor) était un club turc de football basé à Gaziantep (province de Gaziantep).

## Histoire
- 1969 : fondation du club.
- 1979 : le club est promu pour la 1e fois de son histoire en première division.
- 2000 : 1re participation à une Coupe d'Europe (C3, saison 2000/01).
- 2010 : demi-finaliste de la Coupe de Turquie.
- 2017 : rétrogradation en deuxième division à la fin de la saison 2016-2017, en fin de saison en 1.Lig le club est relégué en troisième division.
- 2020 : le club est dissout après avoir fait faillite.

Le club est fondé en 1969, sous l'impulsion du maire de la ville de Gaziantep de l'époque, Abdulkadir Batur. Les couleurs adoptées sont le noir en hommage aux 6317 martyrs qui avaient défendu la ville de Gaziantep durant la Première Guerre mondiale et le rouge en l'honneur du sang des martyrs. Beşir Bayram fut le premier président du club. 
Les joueurs évoluent depuis la création du club dans le Stade Kamil Ocak en l'honneur de l'homme politique Mehmet Kamil Ocak, membre du gouvernement et ministre du sport, né à Gaziantep.
En 2020, le club est dissout après une rétrogradation en deuxième division en 2017, puis une autre la saison suivante en troisième division, à cause de dettes trop élevées.

## Palmarès et statistiques

### Palmarès
| Compétitions nationales | Compétitions internationales     |
| - Championnat de Turquie de D1 : - Meilleur classement : 3e en 2000 et 2001 - Championnat de Turquie de D2 : - Champion : 1979, 1990 - Championnat de Turquie de D3 : - Champion : 1972 | - Coupe UEFA : - 1er Tour : 2001 |

### Records individuels
|   | Nom             | Buts | Dates     |
| - | --------------- | ---- | --------- |
| 1 | Hasan Çelik     | 56   | 1988-1996 |
| 2 | Hasan Özer      | 53   | 1992-2005 |
| 3 | Cenk Tosun      | 51   | 2010-2015 |
| 4 | Elvir Bolić     | 45   | 1992-1995 |
| 5 | Zdravko Lazarov | 41   | 2003-2006 |

## Identité du club

### Emblème
L’emblème du club représente les repères de la ville. Le château de la ville de Gaziantep est représenté sur le fond de l’emblème. On y trouve aussi un faucon, symbole de la ville. Le désert turc "Baklava" est aussi mis en avant, tout comme le souvenir des martyrs.

### Supporters
Le club de Gaziantepspor est l'équipe la plus populaire de la ville de Gaziantep et de sa province. Le principal groupe d'ultras exerçant dans le stade sont les Gençlik 27 (Les jeunes du 27), le 27 correspondant au numéro du code de la ville. Le groupe fut fondé en 1996 par Hasan Günoğlü. Il est connu comme créant une bonne atmosphère dans le stade en arborant des drapeaux rouges aux couleurs du club. Les supporters sont aussi connus comme ceux jouant de la musique anatolienne lors des matchs à domicile de leur équipe.

## Joueurs et personnalités du club

### Présidents
Le tableau suivant présente la liste des présidents du club depuis 1969.
| Rang | Nom                  | Période   |
| ---- | -------------------- | --------- |
| 1    | Beşir Bayram         | 1969-1971 |
| 2    | Ömer Köylüoğlu       | 1971      |
| 3    | Hasan Nehir          | 1972      |
| 4    | Selahattin Öztahtacı | 1972-1973 |
| 5    | Halit Güleç          | 1973-1974 |
| 6    | Muhittin Göymen      | 1974-1975 |

| Rang | Nom               | Période   |
| ---- | ----------------- | --------- |
| 7    | Hayri Tütüncüler  | 1975      |
| 8    | M. Saip Konukoğlu | 1976-1978 |
| 9    | Ata Aksu          | 1979-1980 |
| 10   | Halil Kırmızı     | 1980-1981 |
| 11   | Ali İhsan Göğüş   | 1981-1982 |
| 12   | Mehmet Batallı    | 1982      |

| Rang | Nom                | Période   |
| ---- | ------------------ | --------- |
| 13   | Bektaş Göçmen      | 1983      |
| 14   | Sadettin Ergün     | 1983      |
| 15   | M. Saip Konukoğlu  | 1983-1984 |
| 16   | Selahattin Demirat | 1984-1985 |
| 17   | Ömer Arpacıoğlu    | 1985-1986 |
| 18   | Ata Aksu           | 1986-1987 |

| Rang | Nom                  | Période   |
| ---- | -------------------- | --------- |
| 19   | Ali Şahindal         | 1987-1988 |
| 20   | Abdulkadir Konukoğlu | 1988-1992 |
| 21   | Ahmet Yılmaz         | 1992-1993 |
| 22   | Celal Doğan          | 1993-2006 |
| 23   | İbrahim Kızıl        | 2006-     |

### Entraîneurs
Le tableau suivant présente la liste des entraîneurs du club depuis 1972.
| Rang | Nom             | Période   |
| ---- | --------------- | --------- |
| 1    | Basri Dirimlili | 1972-1974 |
| 2    | ?               | 1974-1978 |
| 3    | Yılmaz Gökdel   | 1978-1980 |
| 4    | Refik Özvardar  | 1980      |
| 5    | Necdet Zorluer  | 1980-1981 |
| 6    | Gürcan Berk     | 1981      |
| 7    | Halil Güngördü  | 1981      |
| 8    | Tamer Kaptan    | 1981-1982 |
| 9    | Gürcan Berk     | 1982      |
| 10   | Turgut Kafkas   | 1982-1983 |
| 11   | Gürcan Berk     | 1983      |
| 12   | ?               | 1983-1988 |
| 13   | Arda Vural      | 1988      |
| 14   | ?               | 1988-1990 |

| Rang | Nom                     | Période   |
| ---- | ----------------------- | --------- |
| 15   | Todor Veselinović       | 1990-1991 |
| 16   | Sakıp Özberk            | 1990-1991 |
| 17   | Vedat Özsoylu (intérim) | 1992      |
| 18   | Yılmaz Gökdel           | 1992      |
| 19   | Raşit Çetiner           | 1993      |
| 20   | Kamuran Yavuz           | 1993      |
| 21   | Vedat Özsoylu (intérim) | 1993      |
| 22   | Yılmaz Vural            | 1993-1994 |
| 23   | Sakıp Özberk            | 1994-1997 |
| 24   | Georges Heylens         | 1997      |
| 25   | Milorad Mitrović        | 1997-1998 |
| 26   | Hüseyin Kalpar          | 1998-1999 |
| 27   | Sakıp Özberk            | 1999-2000 |
| 28   | Erdoğan Arıca           | 2000      |

| Rang | Nom                      | Période   |
| ---- | ------------------------ | --------- |
| 29   | Sakıp Özberk             | 2000-2001 |
| 30   | Tevfik Lav               | 2001      |
| 31   | Samet Aybaba             | 2001-2002 |
| 32   | Gheorghe Mulţescu        | 2002-2003 |
| 33   | Nurullah Sağlam          | 2003-2005 |
| 34   | Faruk Hadžibegić         | 2005      |
| 35   | Hüseyin Kalpar           | 2005-2006 |
| 36   | Samet Aybaba             | 2006      |
| 37   | Walter Zenga             | 2006      |
| 38   | Erdoğan Arıca            | 2007      |
| 39   | Mesut Bakkal             | 2007      |
| 40   | Bünyamin Süral (intérim) | 2007-2008 |
| 41   | Nurullah Sağlam          | 2008-2009 |
| 42   | Seçkin Göksel (intérim)  | 2009      |

| Rang | Nom             | Période        |
| ---- | --------------- | -------------- |
| 43   | José Couceiro   | 2009-2010      |
| 44   | Tolunay Kafkas  | 2010-2011      |
| 45   | Abdullah Ercan  | 2011-2012      |
| 46   | Hikmet Karaman  | 2012-2013      |
| 47   | Bülent Uygun    | 2013           |
| 48   | Sergen Yalçın   | 2013-2014      |
| 49   | Tahsin Tam      | 2014           |
| 50   | Okan Buruk      | 2014           |
| 51   | Mutlu Topçu     | 2014-2016      |
| 52   | Sergen Yalçın   | 2016           |
| 53   | İsmail Kartal   | 2016-déc. 2016 |
| 54   | İbrahim Üzülmez | déc. 2016-     |

### Joueurs emblématiques
- Ayhan Akman
- Bekir Irtegün
- Ekrem Dağ
- Elvir Bolić
- Ergün Penbe
- Fatih Tekke
- Gökhan Zan
- İbrahim Toraman
- İbrahim Üzülmez
- İsmail Köybaşı
- Kemal Aslan
- Mehmet Yozgatlı
- Oktay Derelioglu
- Ömer Çatkıç
- Ramazan Tunç
- Yusuf Şimşek
- Steve Komphela
- Christian Zurita
- Yasin Pehlivan
- Elvir Bolić
- Kenan Hasagiç
- Beto
- Jorginho
- Lima
- Régis
- Rodrigo Tabata
- Viola
- Zdravko Lazarov
- Armand Deumi
- Kodjo Afanou
- Samuel Johnson
- Yaw Preko
- Kaba Diawara
- Tarik El Taib
- Fernand Coulibaly
- Antonio de Nigris
- Giani Stelian Kirita
- Désiré Mbonabucya
- Riadh Bouazizi
- Ziad Jaziri